# Ernests Zēbolds
Ernests Zēbolds (* 3. Juni 1999) ist ein lettischer BMX-Freestyle-Fahrer in der Variante Park.

## Sportlicher Werdegang
Zēbolds begann BMX-Fahren mit 10 Jahren, animiert durch seine Klassenkameraden. 2016, mit 17 Jahren, siegte in der Amateur-Kategorie im Festival international des sports extrêmes (FISE) in Montpellier. 2018 nahm er erstmals am UCI-BMX-Freestyle-Weltcup teil, wo er in Chengdu zum bislang einzigen Mal das Finale erreichte und den 12. Platz einnahm.
2021 und 2023 wurde Zēbolds jeweils lettischer Meister. Bei den BMX-Freestyle-Europameisterschaften war er von 2021 bis 2023 jedes Mal Vierter oder Fünfter. Seine beste Platzierung bei den Urban-Cycling-Weltmeisterschaften erreichte er 2023 mit dem 13. Platz.
Dank seiner Ergebnisse wurde Zēbolds 2024 vom lettischen Verband für die olympische Qualifikationsserie nominiert. Auch hier kam er auf den 13. Platz. Bei seiner anschließenden Teilnahme am olympischen Freestyle-Wettkampf in Paris kam er auf den achten Platz.

## Erfolge
2021
 Lettischer Meister – Park
2023
 Lettischer Meister – Park